# 강은진
강은진은 대한민국의 배우이다.

## 학력
- 서울예술대학교 연극과

## 연기 활동

### 드라마
- 2008년 MBC 《베토벤 바이러스》
- 2008년 tvN 《막돼먹은 영애씨 4》
- 2012년 채널A 《판다양과 고슴도치》
- 2016년 tvN 《디어 마이 프렌즈》호영 역
- 2017년 KBS2 《마녀의 법정》
- 2017년 tvN 《세상에서 가장 아름다운 이별》영석부인 역
- 2020년 MBN 《동행》수지 역
- 2022년 넷플릭스 《소년심판》

### 영화
- 2005년 《왕의 남자》 궁녀 1 역
- 2005년 《쿄우》 (단편,주연)
- 2009년 《킹콩을 들다》 방송사 여직원 역
- 2009년 《여우별》 혜선 역
- 2010년 《지진》 (단편,주연)
- 2010년 《시》 간호사 역
- 2010년 《썸머 하우스》(단편,주연)
- 2010년 《감정노동》(단편,주연)
- 2011년 《무산일기》 숙영 역
- 2011년 《굿바이 보이》 보험사 여직원 역
- 2011년 《최종병기 활》 은이 역
- 2012년 《피에타》 훈철부인 역
- 2012년 《이방인》 (단편,처제 역)
- 2013년 《붉은 가족》
- 2013년 《매듭-춤》 (단편,민영 역)
- 2016년 《길치》 (단편,영지 역)
- 2019년 《사선의 끝》 연화 역
- 2021년 《그대 너머에》 김작가 역
- 2021년 《화이트데이: 부서진 결계》 은미역

### 라디오
- 2014년 《EBS 라디오 연재소설》 - DJ
- 2014년 《EBS 북카페》

### 연극
- 남자충동
- 매직타임
- 해피투게더
- 미라클
- 가믄장 아기
- 앵콜 미라클
- 피난민들

### 뮤지컬
- 꼭두별초
- 청혼

## 수상 및 후보
| 연도 | 시상식        | 부문       | 작품   | 결과 | 출처 |
| ---- | ------------- | ---------- | ------ | ---- | ---- |
| 2012 | 제49회 대종상 | 신인여우상 | 피에타 | 후보 |      |
| 2012 | 제49회 대종상 | 여우조연상 | 피에타 | 후보 |      |